# Albate
Albate (IPA: [alˈbate], Albàa in dialetto comasco) è un quartiere di circa 7 000 abitanti del comune di Como. Si trova nella zona meridionale del comune, a metà strada fra il Centro e Cantù. È sede della circoscrizione nº1 (Albate-Muggiò-Acquanera) e confina con i quartieri di Muggiò, Camerlata e Lora e i comuni di Capiago Intimiano, Lipomo, Senna Comasco e Casnate con Bernate.

## Geografia fisica

### Territorio
Albate si trova ai piedi del Monte Goi (476 m s.l.m.), colle che di fatto separa Albate dalla conca che ospita il centro storico di Como. Il Monte Goi, insieme alla vicina Valbasca, rientra all'interno del Parco Regionale della Spina Verde.
Dalla vicina Lipomo nasce la roggia Segrada (già attestata con il nome di fontanam consecratam in un documento datato 1431); una volta percorsa la Valbasca, il corso d'acqua attraversa Albate fino a giungere nei pressi dell'Oasi del Bassone (Torbiere di Albate) (WWF); qui si unisce alla roggia Desio (che proviene dalle stesse torbiere), formando il Rio Acquanegra, affluente del Seveso.
La vegetazione tipica della zona è quella compresa nel piano collinare o planiziario, (querce e altre latifoglie termo-xerofile)
Le essenze più ricorrenti sono robinia, castagno, frassino, rovere, roverella, ciliegio selvatico, pino silvestre, nocciolo.
La geologia della zona è quella tipica degli antichi depositi morenici derivati dal trasporto di materiale da parte dei ghiacciai durante l'ultima glaciazione. Tutto questo è reso visibile dalla presenza di numerosi massi erratici nelle colline che contornano Albate e la valle di Como. Le sedimimentazioni hanno struttura diversa a seconda del materiale di cui sono costituite.
Sotto la baita del Monte Goj infatti si può notare una piccola e compatta falesia di arenaria, formata dalla sedimentazione e la successiva compressione di sabbia. Lungo la strada che dal centro di Albate raggiunge la Baita si osservano invece accumuli contenenti materiale più grossolano e prende il nome di gonfolite. I principali massi erratici presenti sul Monte Goj sono: il Sass del Prevost (ossia "Sasso del Prevosto"), il Sass della Stria (ossia "Sasso della Strega") ed il Sasso delle Coppelle.

### Clima
Albate, così come Como, ha un clima freddo delle medie latitudini, nivale, a foresta, molto umido e con estate calda; il mese più caldo è superiore a 22 °C, invece il mese più freddo ha una temperatura inferiore a -3 °C. Albate ha inverni generalmente freddi e poco piovosi, con temperature particolarmente rigide a cavallo tra gennaio e febbraio, mentre le estati sono spesso calde e afose, poco ventilate ma discretamente piovose. L'umidità è sempre molto elevata tutto l'anno.
| COMO                               | Mesi | Mesi | Mesi | Mesi | Mesi | Mesi | Mesi | Mesi | Mesi | Mesi | Mesi | Mesi | Stagioni | Stagioni | Stagioni | Stagioni | Anno  |
| COMO                               | Gen  | Feb  | Mar  | Apr  | Mag  | Giu  | Lug  | Ago  | Set  | Ott  | Nov  | Dic  | Inv      | Pri      | Est      | Aut      | Anno  |
| ---------------------------------- | ---- | ---- | ---- | ---- | ---- | ---- | ---- | ---- | ---- | ---- | ---- | ---- | -------- | -------- | -------- | -------- | ----- |
| T. max. media (°C)                 | 6,6  | 8,8  | 12,7 | 17,1 | 21,1 | 25,4 | 28,3 | 27,1 | 23,6 | 18,1 | 11,6 | 7,7  | 7,7      | 17,0     | 26,9     | 17,8     | 17,3  |
| T. min. media (°C)                 | 0,4  | 1,5  | 4,6  | 8,1  | 11,6 | 15,7 | 18,1 | 17,5 | 14,0 | 10,0 | 5,2  | 1,4  | 1,1      | 8,1      | 17,1     | 9,7      | 9,0   |
| Precipitazioni (mm)                | 69   | 76   | 117  | 107  | 161  | 134  | 85   | 136  | 116  | 125  | 129  | 63   | 208      | 385      | 355      | 370      | 1 318 |
| Giorni di pioggia                  | 6    | 6    | 8    | 9    | 12   | 10   | 7    | 9    | 7    | 7    | 8    | 6    | 18       | 29       | 26       | 22       | 95    |
| Eliofania assoluta (ore al giorno) | 3,2  | 3,7  | 4,5  | 5,4  | 5,4  | 6,7  | 7,6  | 6,9  | 5,6  | 4,4  | 3,0  | 3,1  | 3,3      | 5,1      | 7,1      | 4,3      | 5,0   |

## Origini del nome
Albate
- Il nome Albate è composto dalla radice Alb- e dalla terminazione -ate. Alb- potrebbe derivare da Alb-/Alp, ad indicare un luogo elevato, come per esempio il termine Alpi.[4] Un'altra origine potrebbe essere Albus, mitico personaggio che avrebbe conquistato parte del comasco, dando il proprio nome a molti paesi della zona, come Albavilla e Albese.[5] Il suffisso -ate potrebbe essere di origine gallica. Infatti moltissimi paesi della Brianza, terra di influenza dei Galli, terminano in -ate, come Carugate, Cermenate, Grandate, eccetera.[6] Alcuni non escludono invece che possa derivare dalla terminazione latina in ablativo locativo plurale -atis, allusivo a proprietà agricole comuni: "appartenente alla famiglia di..".[6]

Trecallo
- L'interpretazione più accreditata ricollega questo nome ai tre sentieri (i tres calles) che da Trecallo partivano verso Como, Cantù e Capiago, mentre l'etimologia popolare è più semplicemente trè cà, "tre case".

Muggiò

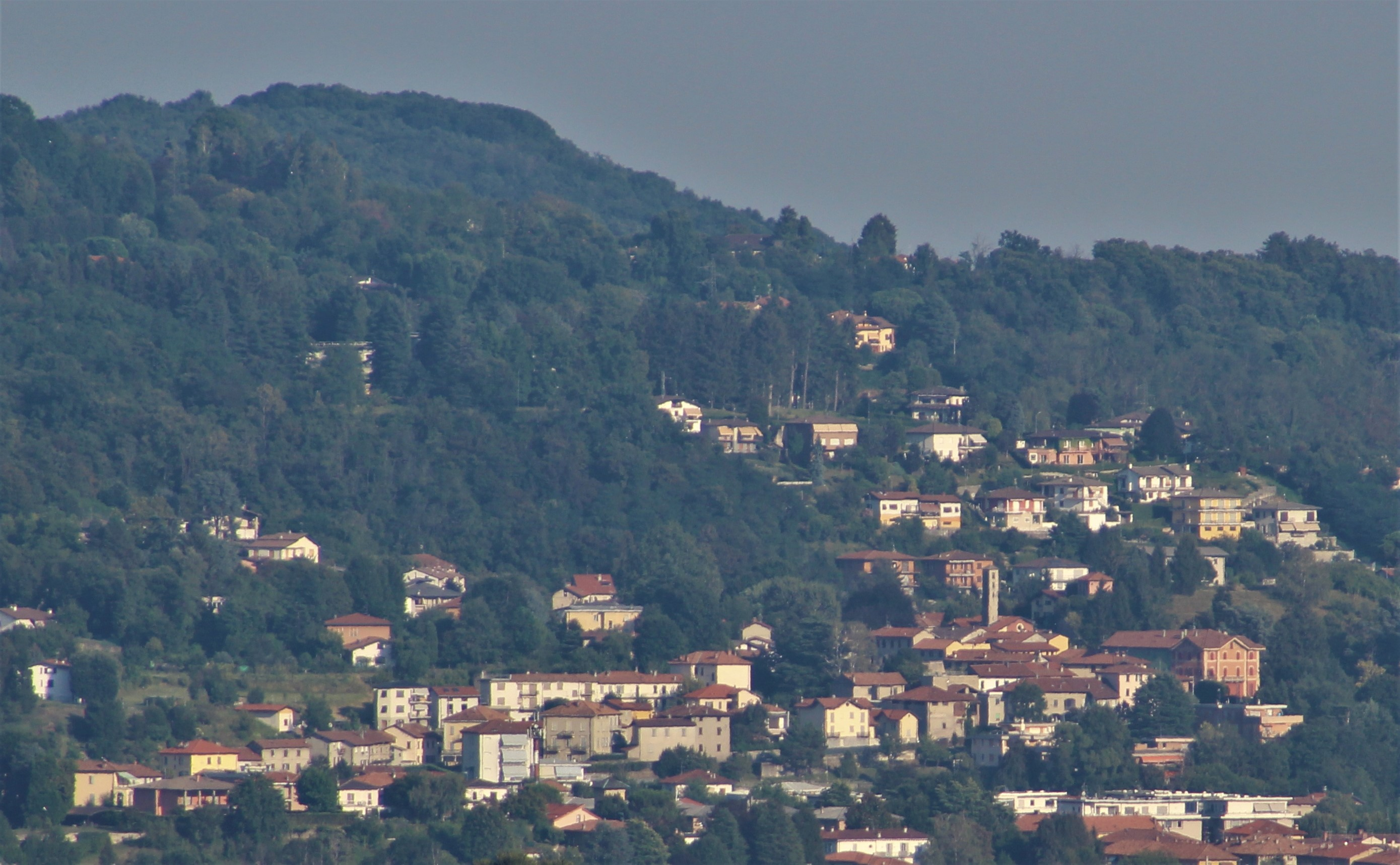
Veduta su Trecallo da Cavallasca

- In iscrizioni del XIII secolo, appare la dicitura "terra de Mugio", che deriverebbe dal latino metulatus, metula, meta, ossia colonnetta, ma anche altura. Avrebbe rapporti il nome anche con il termine dialettale mucc, un mucchio, ossia un rilievo di terreno.[7]

## Storia

### Dall'antichità ai Romani
Tutta la storia di Albate è strettamente legata a quella di Como, fin dalla Preistoria, il cui centro abitato si sviluppò a partire dal X secolo a.C. sulle pendici del monte della Croce, e di palafitte di età ancora più antica nelle torbiere di Albate. A testimonianza della presenza preistorica dell'uomo rimangono le incisioni rupestri e le coppelle presenti su alcuni massi erratici del Monte Goi (in particolare: sul Sass della Stria e sul Sasso delle Coppelle).
Alcune informazioni sulla conquista romana della città ci vengono fornite anche da Tito Livio:
(Tito Livio, Ab Urbe Condita, XXIII, 36, 9-14.)
La posizione favorì l'insediamento di Albate prima militarmente, e poi commercialmente, poiché vi transitava una via secondaria che da Comum portava a Mediolanum dopo aver toccato il vicino centro di Cantù. Nell'età imperiale poi la zona si sviluppò come terra per coltivazioni.

### Medioevo ed età moderna
Nel corso del Medioevo Albate fu sede di attività agricole, in gran parte gestite da enti ecclesiastici comaschi. Prodotti principali erano frumento, segale, fave, miglio ma anche legname e capi da allevamento domestico (pollame). Vi era inoltre un mulino sulla roggia Segrada.
Gli annessi agli Statuti di Como del 1335 riportano Albate come uno dei comunia incaricati della manutenzione delle strade comprese tra il fiume aperto e il campanile di Trecallo e, da qui, fino al territorio comunale di Cantù.
Durante il Ducato di Milano, nel 1439 Albate faceva parte della Castellanza del Castel Baradello. Con lo smantellamento di castello e Castellanza, nel 1527 Albate e la frazione di Trecallo (che risulta parte del territorio albatese già attorno negli anni 1510) vennero annesse alla Pieve di Zezio.
Nel 1652 Albate e le sue frazioni evitarono l'infeudazione. Nello stesso anno, Albate e le comunità ad esso aggregate di Baraggia e Trecallo risultarono inserite nei Corpi Santi di Como.
Nel 1751 la competenza amministrativa del territorio comunale di Albate si estendeva, oltre che alle suddette Baraggia e Trecallo, anche a parte della terra di Acqua Negra. La restante porzione (che nel primo quarto del XVI secolo era attestata come Cassina de Lacquanegra e che nel 1652 risultava anch'essa parte dei Corpi Santi assieme alla località Guzza), rimase un comune a sé stante fino al 1753, anno in cui venne aggregata ad Albate assieme a Muggiò.
Nel 1757, su decreto di Maria Teresa d'Austria, venne costituito ufficialmente il Comune di Albate. Nello stesso anno, il comune venne quindi spostato dai Corpi Santi di Como alla Pieve di Zezio Inferiore, della quale seguì le sorti fino all'ultimo decennio del XVIII secolo.

### Età contemporanea
Un decreto di riorganizzazione amministrativa del Regno d'Italia napoleonico datato 1807 sancì l'annessione del comune di Albate ed uniti a quello di Como, decisione cancellata dalla Restaurazione.
Dopo l'unità d'Italia, nel 1888 la ferrovia raggiunse Albate e venne realizzata la Via Canturina. Pochi anni dopo, a partire dal 1899, arrivarono le prime industrie tessili, come la Frey e la Masciadri Marzorati Veronelli, che in pochi anni fecero raddoppiare la popolazione, che nel 1901 superò i 2 000 abitanti. Il primo dopoguerra fu difficile, ma Albate si rialzò grazie anche all'arrivo dell'O.M.I.T.A., importante industria meccanotessile, nel 1921.
Nonostante già stesse entrando nell'orbita comasca, Albate restò comune indipendente fino al 1943.

### Albate oggi
Appena uscita dalla guerra, con la gioia dei suoi abitanti, Albate nel 1953 vide passare il Giro con Fausto Coppi in maglia rosa. Quegli anni furono segnati soprattutto dal boom economico, con la costruzione di quartieri popolari per accogliere i nuovi abitanti. La crisi degli ultimi anni fece chiudere molte industrie tessili, attività ormai tradizionali e storiche della zona.

### Simboli

Lo stemma del comune di Albate era stato riconosciuto con decreto del capo del governo del 19 giugno 1931 e si poteva blasonare:
La parte alta, di colore rosso, presenta cinque stelle d'oro: una a otto punte, corrispondente al comune di Albate, mentre le altre quattro rappresentano le sue frazioni; la mitra d'oro e le lettere "S.A." ricordano l'appartenenza di Albate alla diocesi di Como (S.A. corrisponde alle iniziali del patrono sant'Abbondio).
Nella parte inferiore, di colore azzurro, sono raffigurate tre cime verdi (fertilità della terra e località collinare), sormontate da due spade incrociate, in ricordo della battaglia del 1124 fra i Comaschi e i Canturini, alla quale presero parte anche Albatesi e Trecallesi. I due leoni che reggono il drappo con impresso l'anno 1652 in numeri romani ricordano il momento in cui Albate e le frazioni acquisirono la propria libertà e l'esenzione dal potere feudale. La fascia d'argento rappresenta il rio Acquanegra.
Il gonfalone era stato concesso con regio decreto del 26 febbraio 1934.

## Monumenti e luoghi d'interesse

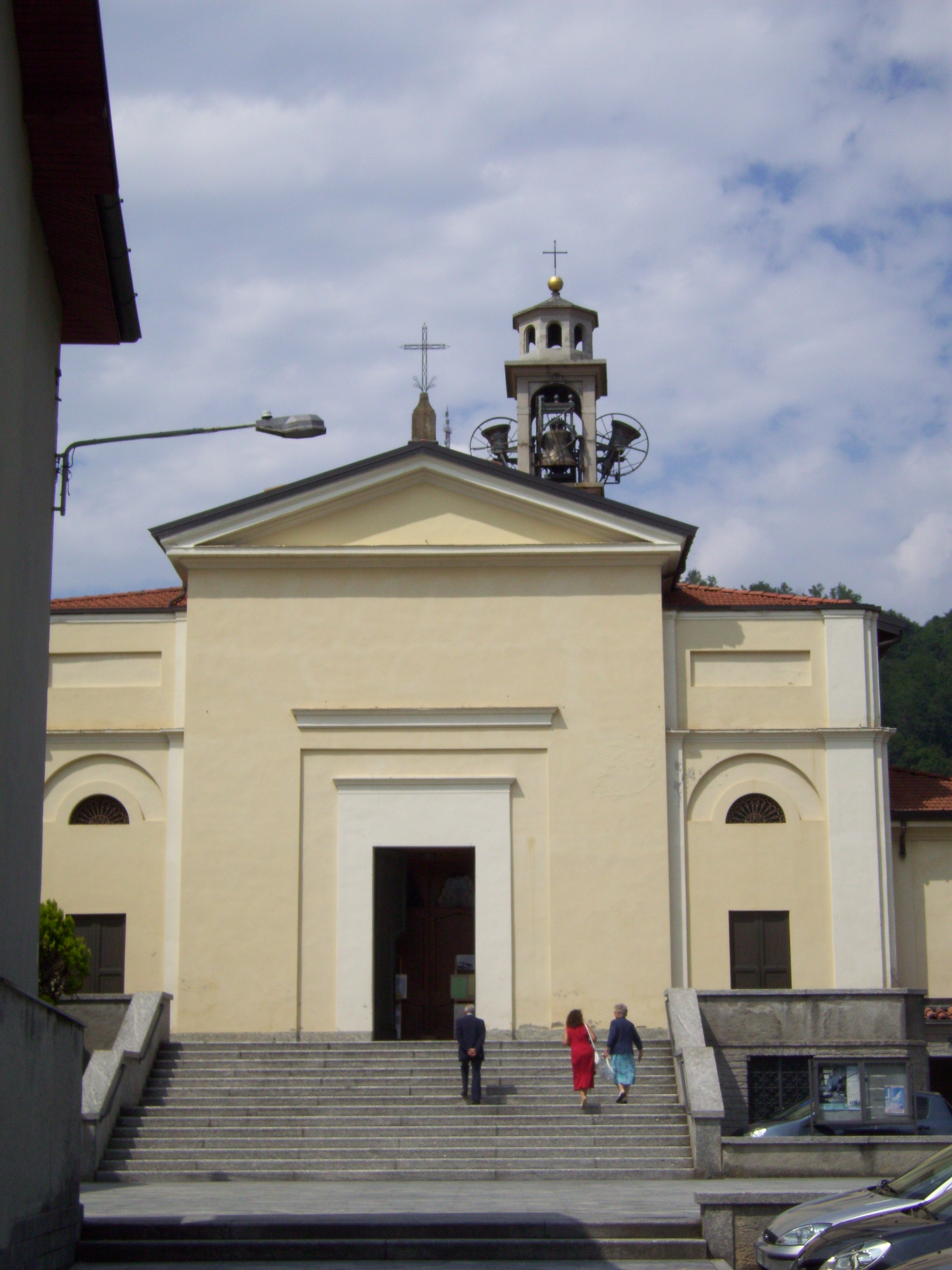
La chiesa di Sant'Antonino

### Architetture religiose

#### Chiesa di S. Antonino
La chiesa di S. Antonino è la parrocchiale di Albate fin dal 1569, la cui autorità si estende anche a Bassone, frazione del comune di Senna Comasco. Nacque su base romanica, ma una complessa serie di interventi l'ha trasformata, specie nei secoli XIX e XX. Tracce dell'antico edificio romanico si ritrovano nella parte inferiore del campanile, nella quale si conservano le tracce di alcune bifore. La chiesa era anticamente a una navata, ma nel corso dell'Ottocento vennero aggiunte due navate laterali, su progetto dell'architetto ticinese Luigi Fontana. Al termine dei lavori, vennero posti due altari intitolati alla Madonna del Rosario e all'Addolorata; la cupola affrescata nel 1892 con la Gloria di S. Antonino e di San Gaetano da Thiene, compatroni della chiesa. La pala dell'altare maggiore, dedicata al santo titolare della chiesa, è databile tra il quarto e il sesto decennio del Seicento.
Altro elemento di importanza all'interno della comunità è l'oratorio, intitolato a san Giovanni Bosco, che da quasi cinquant'anni è un luogo di ritrovo per i più giovani grazie anche alle attività calcistiche e del Grest estivo. Ogni anno inoltre si rievoca un'antica leggenda diffusa nel territorio, la Giubiana, la quale si tiene entro la fine di gennaio.

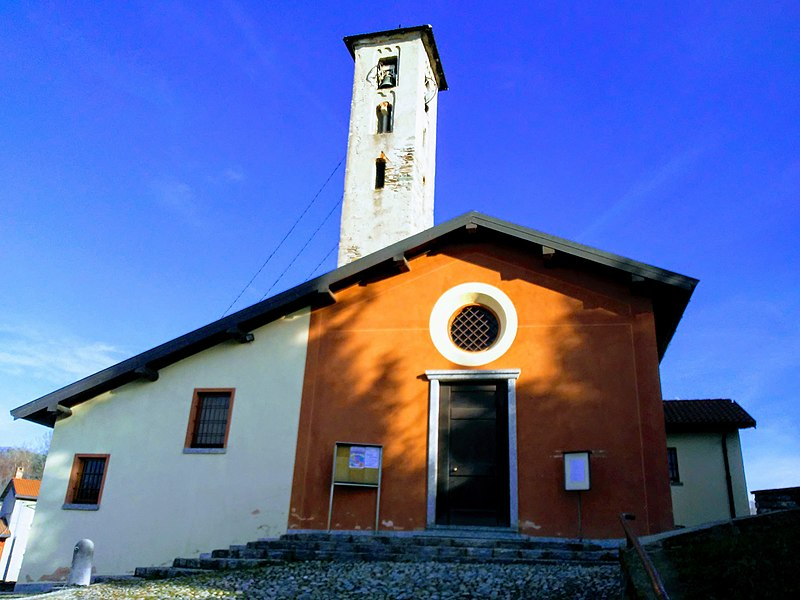
L'oratorio dei Santi Pietro e Paolo

#### Oratorio dei SS. Pietro e Paolo
A Trecallo si trova l'oratorio dei Santi apostoli Pietro e Paolo, chiesetta che fino all'inizio del XIX secolo esercitò la funzione di comparrocchiale. Negli anni 1968-1970, la chiesa fu oggetto di importanti lavori di ristrutturazione.
Il campanile dell'oratorio, di origine romanica, risale alla prima metà dell'XI secolo. La torre campanaria è anche citata nella "Determinatio stratarum et pontium..." annessa agli Statuti di Como del 1335, in cui si specifica che al comune di Albate spetta la manutenzione delle strade tra il fiume Aperto e il campanile di Trecallo e tra lo stesso campanile e il territorio di Cantù.

### Architetture civili e aree naturali

#### Cascina Maséé
La cascina Maséé è un'importante testimonianza di architettura rurale delle corti, tipica del comasco. Segnalata già nel Catasto Teresiano, presenta tracce medievali, XIII e XIV secolo. A lungo abbandonata, nel 1981 fu restituita al comune di Como che nel 1990 inaugurò la sede del Centro Civico, della Circoscrizione e di alcuni uffici sanitari.

#### Ex-polveriera
L'area verde della Valbasca (già citata come vale Albascha in due documenti datati, rispettivamente, 1190 e 1494) ospita il complesso di una ex-polveriera, in uso durante la seconda guerra mondiale e danneggiata il 10 gennaio 1945 dall'aviazione Alleata.

#### Altre aree naturali
- Oasi del Bassone-Torbiera di Albate

## Società

### Evoluzione demografica

#### Demografia dell'antico comune di Albate
I dati si riferiscono ai censimenti nel periodo dal 1652 al 1936, l'ultimo prima della soppressione del comune. Nei seguenti dati sono incluse le popolazioni di Acquanera, Baraggia, Muggiò e Trecallo.
| Censimento | Popolazione         | Fonti e Dati  | Governo               |
| ---------- | ------------------- | ------------- | --------------------- |
| 1652       | 473 ab.             | [ 31 ]        | Monarchia spagnola    |
| 1751       | 495 ab.             | [ 12 ] [ 13 ] | Monarchia asburgica   |
| 1771       | 374 ab.             | [ 14 ] [ 32 ] | Monarchia asburgica   |
| 1799       | 735 ab.             | [ 15 ] [ 33 ] | Repubblica Cisalpina  |
| 1805       | 758 ab.             | [ 15 ] [ 33 ] | Regno d'Italia        |
| 1853       | 1.209 ab.           | [ 16 ] [ 34 ] | Regno Lombardo-Veneto |
| 1859       | 1.365 ab.           | [ 35 ]        | Regno di Sardegna     |
| 1861       | 1.327 ab.           | [ 17 ] [ 36 ] | Italia                |
| 1871       | 1.383 ab.           | [ 17 ] [ 36 ] | Italia                |
| 1881       | 1.822 ab.           | [ 17 ] [ 36 ] | Italia                |
| 1901       | 2.217 (o 2.117) ab. | ()            | Italia                |
| 1911       | 2.678 ab.           | [ 17 ] [ 36 ] | Italia                |
| 1921       | 2.821 ab.           | [ 17 ] [ 36 ] | Italia                |
| 1931       | 3.579 ab.           | [ 17 ] [ 36 ] | Italia                |
| 1936       | 3.711 ab.           | [ 36 ]        | Italia                |

#### Demografia nel comune di Como
- 1981: 5 762 abitanti[37]
- 1991: 5 523 abitanti[37]
- 2001: 5 640 abitanti[37]
- 2008: 5 895 abitanti[37]

## Cultura

### Istruzione

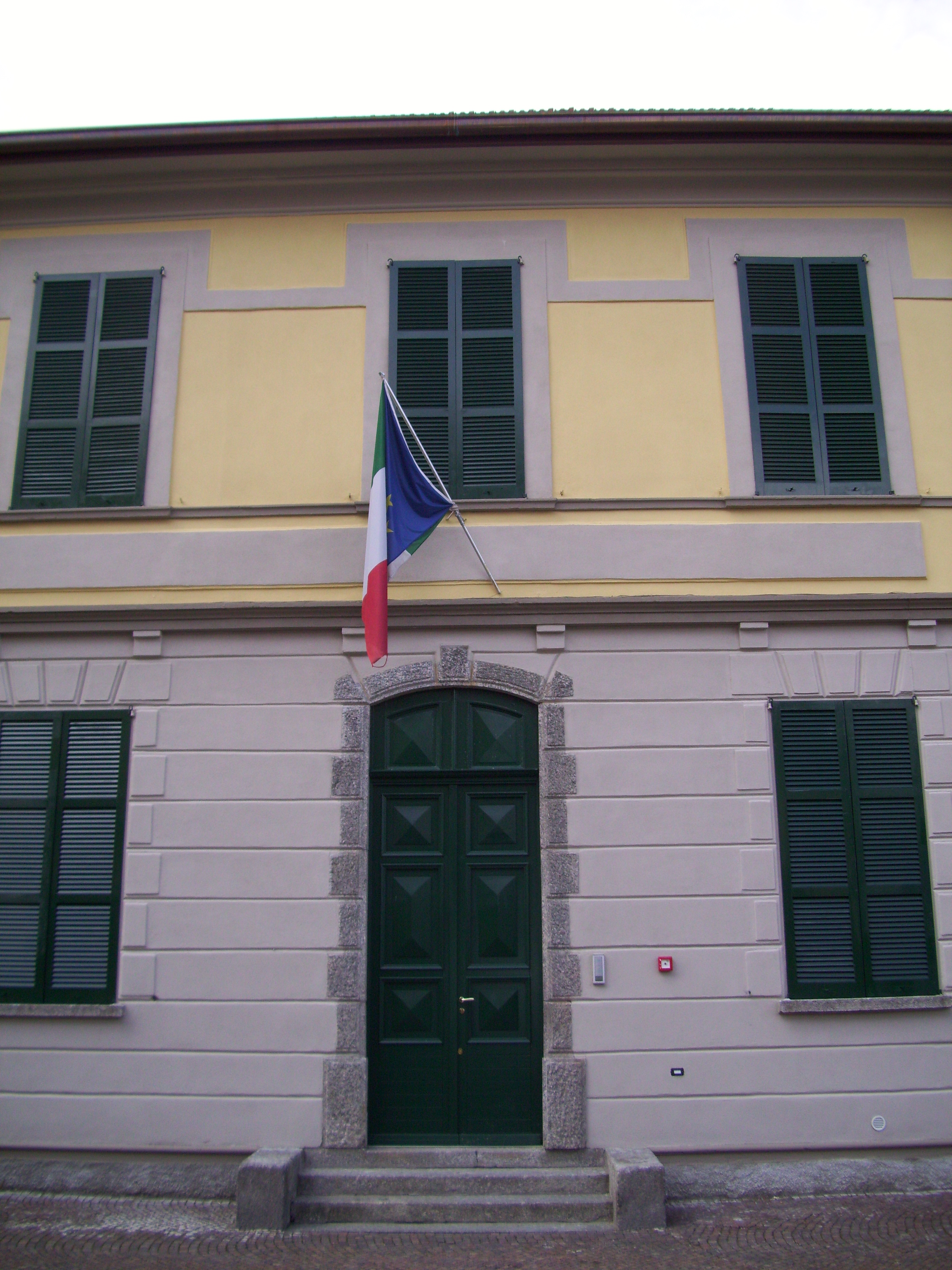
IPSIA Luigi Ripamonti - Sezione di Albate

Vi sono nel territorio numerose strutture scolastiche.
Albate:
- Asilo Nido (Comunale)
- Scuola dell'Infanzia (S. Antonino) (privata)
- Scuola Primaria (Dalmazio Birago)
- Scuola Secondaria di primo grado (Guglielmo Marconi)
- Scuola Secondaria di secondo grado (Luigi Ripamonti)

Acquanera:
- Scuola Materna (Statale)
- Scuola Primaria (Luigi Picchi)
- Scuola Secondaria di secondo grado Centro Formazione Professionale Padri Somaschi

Trecallo:
- Scuola dell'Infanzia
- Scuola steineriana

L'Istituto Comprensivo di Albate da alcuni anni ospita l'Archivio Maraja, progetto per la conservazione di opere e disegni di Libico Maraja.

## Geografia antropica

### Località

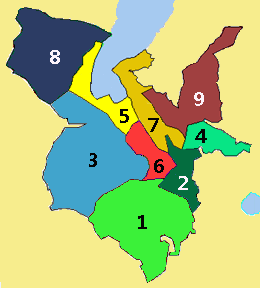
Albate appartiene alla Circoscrizione 1, in verde chiaro.

Il territorio di Albate presenta inoltre le località di:
- Acquanera
- Baraggia
- Bassone
- Trecallo
- La Valle

## Infrastrutture e trasporti

### Strade
L'arteria principale che attraversa l'abitato di Albate e le località vicine è la SP 36, detta anche Via Canturina, che collegava già al tempo dei Romani Como e Cantù, anche se lungo il corso dei secoli il tracciato è mutato.

### Ferrovie e tranvie
La stazione di Albate-Trecallo è servita dai treni regionali che percorrono la linea Como–Lecco, svolti da Trenord nell'ambito del contratto di servizio con la Regione Lombardia. Fino al 12 giugno 2021 era inoltre attiva la stazione di Albate-Camerlata.
Fra il 1907 e il 1971 Albate e Trecallo erano servite dalla tranvia Como-Cantù-Asnago, la quale percorreva la via Canturina.

### Mobilità urbana
Il quartiere di Albate è servita dalle autolinee della rete urbana e suburbana di Como, gestita da ASF Autolinee

## Sport

### Calcio
La principale squadra di calcio è l'Albate Hf che milita in seconda categoria e svolge la sua attività agonistica nel campo comunale intitolato a Luigi Meroni di via Acquanera, recentemente ristrutturato, in erba artificiale.

### Atletica
L'Albatese Atletica svolge le proprie attività dalla categoria ragazzi agli assoluti presso il Campo Coni di Camerlata. I colori sociali sono il giallo e il nero.
un'altra Società sportiva è l'US Albatese, espressione sportiva del locale Oratorio San Giovanni Bosco che dal 1968 è un importante polo aggregativo/associativo ed educativo; la sua forza è la polisportività (atletica, pallavolo, calcio, scuole di sport) con un coinvolgimento di oltrte 600 persone settimanali.
Nella sua storia ha organizzato diverse manifestazioni sportive ed associtaive.